# سو شیگه‌آکیرا
سو شیگه‌ماسا، (به ژاپنی: 宗重正) سو شیگه‌آکیرا (به ژاپنی: 宗義達) آخرین و شانزدهمین دایمیوی در ولایت تسوشیما از خاندان سو، در ژاپن بود. وی پس از بازنشستگی پدرش سو یوشی‌یوری در سال ۱۸۶۳ رهبری خاندان سو را برعهده گرفت. پس از لغو سیستم هان، وی در وزارت امور خارجه ژاپن مشغول به کار شد.